# Barbaracurus kabateki
Espèce
Barbaracurus kabateki est une espèce de scorpions de la famille des Buthidae.

## Distribution
Cette espèce est endémique de la province d'Asir en Arabie saoudite. Elle se rencontre vers Rijal Almaa.

## Description
Le mâle holotype mesure 34,64 mm.

## Systématique et taxinomie
Cette espèce a été décrite par Kovařík, Lowe, Šťáhlavský et Just en 2022.

## Étymologie
Cette espèce est nommée en l'honneur de Petr Kabátek.

## Publication originale
- Kovařík, Lowe, Šťáhlavský & Just, 2022 : « The genus Barbaracurus in Saudi Arabia (Scorpiones: Buthidae), with description of a new species. » Euscorpius, no 365, p. 1-26 (texte intégral).